# Kanuma
Kanuma (jap. 鹿沼市 Kanuma-shi) – miasto w Japonii, w prefekturze Tochigi. Ma powierzchnię 490,64 km². W 2020 r. mieszkały w nim 94 074 osoby, w 35 997 gospodarstwach domowych  (w 2010 r. 102 357 osób, w 34 943 gospodarstwach domowych).
W 1948 r. Kanuma-machi zostało przemianowane na Kanuma-shi. 1 stycznia 2006 do Kanuma przyłączono miasto Awano z powiatu Kamitsuga.